# Kalksteinidol

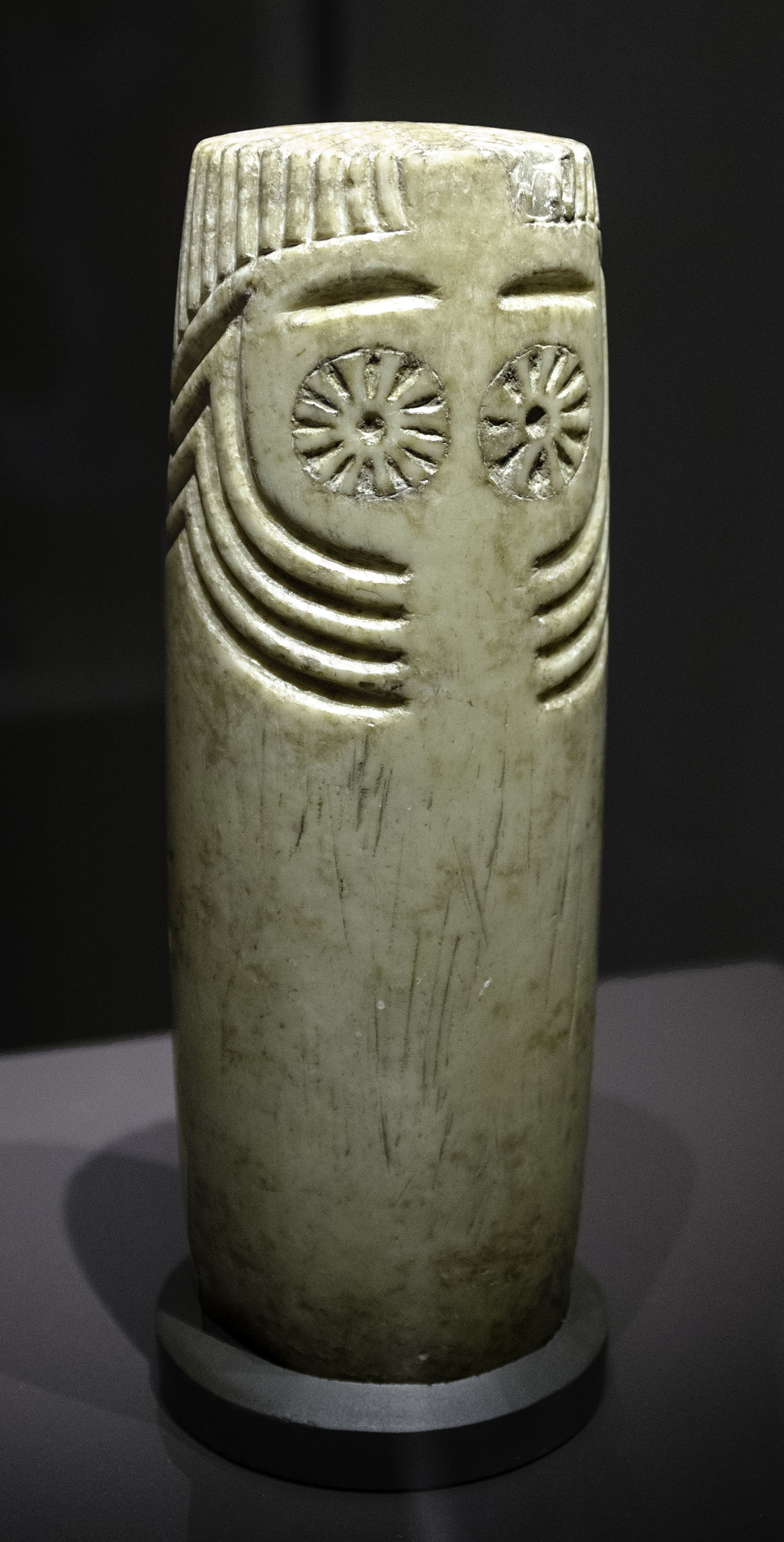
Idol aus der Extremadura, Spanien

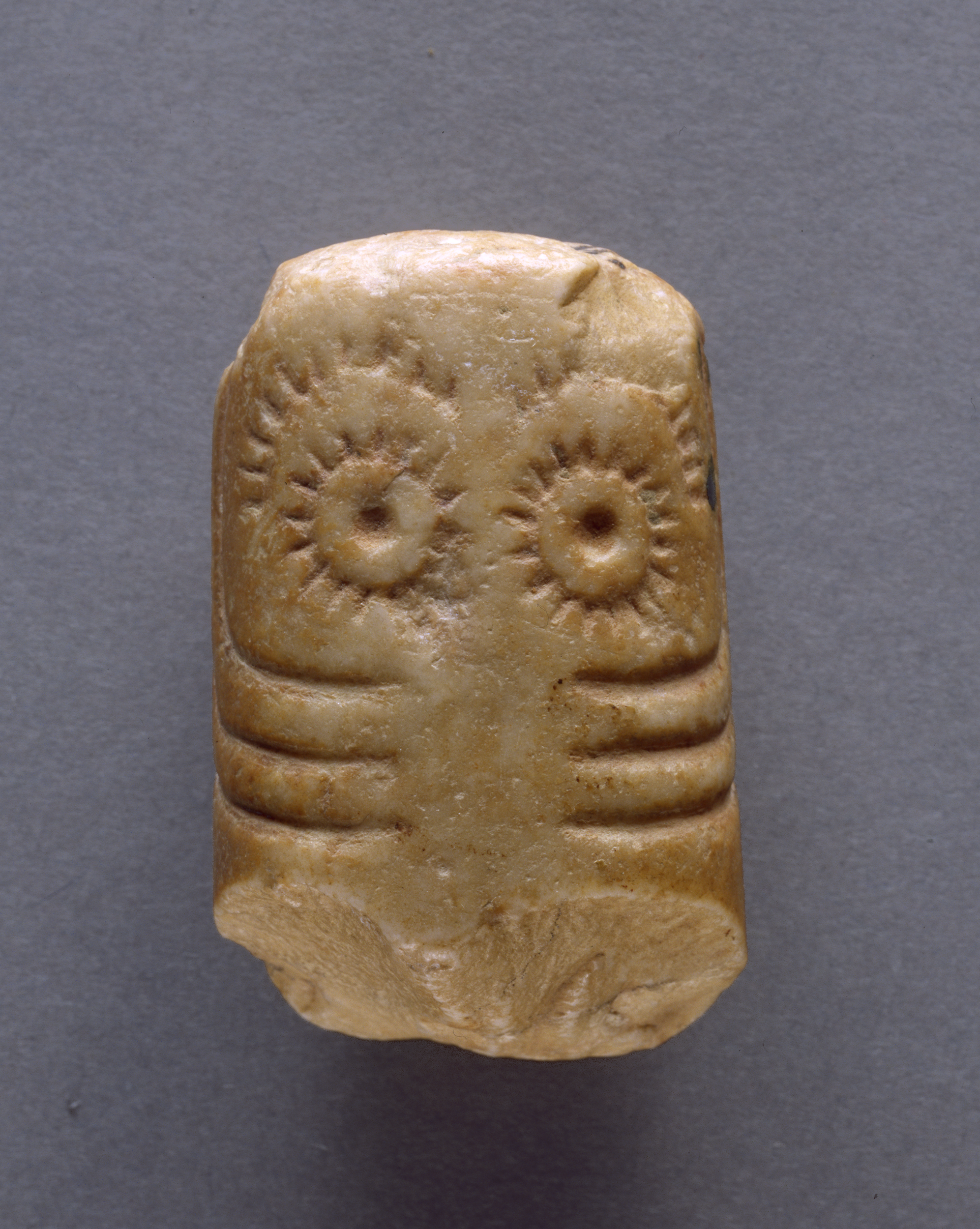
Idol aus dem Museu Nacional de Arqueologia

Als Kalksteinidol (portugiesisch Idolo calcário – spanisch Ídolo cilíndrico) wird eine Gruppe von Idolen in Form von Kalksteinzylindern bzw. -halbzylinder bezeichnet, die in portugiesischen Antas, also Megalithgräbern und in Tholos- oder Felskuppelgräbern und Grotten in der Estremadura und den Regionen nördlich des Alentejo, sowie im Süden Spaniens während des späten Neolithikums (3500–2500 v. Chr.) von den Nachfolgern der Cardial- oder Impressokultur errichtet wurden. Sie haben runde oder segmentartig abgeschnittene, etwa halbrunde Querschnitte und stumpfe oder zugespitzte Enden. Sie können auch aus Marmor sein wie das Idol von „Moron de la Frontera“ und sind stets stelenartig schlank. Zumeist kommen sie vergesellschaftet mit Pinienzapfenidolen (portugiesisch ídolos pinha) oder anderen Einbringseln vor.

## Verbreitung
Das Gebiet der Kalksteinplastik deckt sich an der Westseite der Iberischen Halbinsel mit dem Gräberkomplex der Estremadura. Es reicht von der Tejomündung bis Torres Vedras und schließt weiter nördlich noch die Grotten in der Serra de Montejunto und die bei Peniche gelegenen ein. Vereinzelte Vorkommen finden sich an der Mondegomündung und tejoaufwärts in der Provinz Ribatejo. Südlich des Tejo gehört der Concelho Settúbal (Lapa do Bugio) zum Gebiet. Zwischen Setúbal und der Algarve liegt in Südalentejo eine bisher fundfreie Zone, aus deren Kuppelgräbern möglicherweise jedoch noch Funde zu erwarten sind. Dagegen fehlt die Kalksteinplastik in den Ganggräbern des Alentejo nahezu völlig.

## Beschreibung
Unter den bis zu 30 cm langen säulenartig runden gibt es
- unverzierte (Serra da Vila)
- rillenverzierte
- phallisch verzierte
- symbolhaft verzierte – ggf. lediglich am Kopfende (Tholos do Barro)

Bei den sogenannten Halbzylindern gibt es
- unverzierte
- rillenverzierte (quer und längs)
- fischgrätenverzierte
- mit einem flachen Näpfchen (Cabeço da Arruda 1) auf der Abflachung verzierte
- symbolhaft verzierte – oft zonenartig durch Rillen unterteilte, ansonsten verzierte Exemplare (Dolmen de Casainhos, Folha das Barradas).

Hornartig gekrümmte Exemplare (Cabeço da Arruda 2) sind eine eigene Gruppe.
Besonders interessant sind die verzierten Exemplare. Unter den 199 Zylindern sind das aber nur 22, die in der Regel Augenornamente und Doppelbögen tragen. Ein Exemplar zeigt einen Halbmond.